# Jacques Drouet
Pour les articles homonymes, voir Drouet.
Jacques Drouet, né le 26 février 1921 à Puiseaux (Loiret) et mort le 24 décembre 2000 à Orléans, est un footballeur français. Il effectue sa carrière de joueur entre l'Arago Orléans et le Stade français.

## Biographie
En 1947, Jacques Drouet arrive au Stade français. Il fait partie de l'équipe qui termine 5e de D1 1947-1948 et quart-de-finaliste en Coupe de France.
Drouet marque son seul but lors de la saison 1949-1950 avec le Stade français-Red Star contre le Stade de Reims.
Lors de la saison 1951-1952, il fait partie de l'équipe du Stade français, victorieuse du championnat de Division 2 et promu en D1.
Entre 1961 et 1964 puis lors de la saison 1968-1969, Jacques Drouet est entraîneur de l'Arago sport orléanais.

## Palmarès
- Championnat de France D2 (1)
  - Champion en 1952

- Coupe de France
  - Demi-finaliste en 1949

## Statistiques
Ce tableau présente les statistiques de Jacques Drouet en tant que joueur professionnel,.
| Saison                | Club                    | Championnat           | Championnat | Championnat | Coupe(s) nationale(s) | Coupe(s) nationale(s) | Total | Total |
| Saison                | Club                    | Division              | M.          | B.          | M.                    | B.                    | M.    | B.    |
| 1947-1948             | Stade français          | D1                    | 4           | 0           |                       |                       | 4     | 0     |
| 1948-1949             | Stade français-Red Star | D1                    | 25          | 0           |                       |                       | 25    | 0     |
| 1949-1950             | Stade français-Red Star | D1                    | 28          | 1           |                       |                       | 28    | 1     |
| 1950-1951             | Stade français          | D1                    | 28          | 0           | 1                     | 0                     | 29    | 0     |
| 1951-1952             | Stade français          | D2                    | 30          | 0           | -                     | -                     | 30    | 0     |
| 1952-1953             | Stade français          | D1                    | 27          | 0           | 1                     | 0                     | 28    | 0     |
| 1953-1954             | Stade français          | D1                    | 33          | 0           | 4                     | 0                     | 37    | 0     |
| 1954-1955             | Stade français          | D2                    | 37          | 0           | 1                     | 0                     | 38    | 0     |
| 1955-1956             | Stade français          | D2                    | 32          | 0           | 3                     | 0                     | 35    | 0     |
| 1956-1957             | Stade français          | D2                    | 38          | 0           | 1                     | 0                     | 39    | 0     |
| Total sur la carrière | Total sur la carrière   | Total sur la carrière | 282         | 1           | 11                    | 0                     | 293   | 1     |